# K-Muto
K-Muto（ケイ・ムトウ）は、日本の音楽プロデューサー、作曲家、編曲家、キーボーディスト。東京都出身。本名の武藤敬一朗でも活動を行なう。

## 経歴
1998年発表の嶋野百恵のデビュー曲で作曲・編曲・プロデューサーとして起用され本格的に活動を開始。
以後、数々のアーティスト作品にリミックスなどでも関わる。
2001年にソウルファンクバンドSOYSOULにキーボードで参加。

## プロデュース・作曲・編曲で関わった主なアーティスト
- EARTH
- 片瀬那奈
- 清貴
- 葛谷葉子
- TO-YA
- 久保田利伸
- CORE OF SOUL
- 國府田マリ子
- ゴスペラーズ
- 島谷ひとみ
- 嶋野百恵
- ZOOCO
- 鈴木雅之
- Atomic Kitten
- CAIZE
- Nuu
- 具島直子
- SOUL LOVERS
- Vllidge
- MIKIKO
- SILVA
- ISSA
- MI:LAGRO
- TASTY JAM
- 5050
- リア・ディゾン
- B☆Luck
- K-WON
- PrizmaX
- SMAP
- Sowelu
- DA PUMP
- DOUBLE
- HI-D
- PaniCrew
- PUFFY
- V6
- Hiro:n
- BoA
- MAX
- 三浦大知
- メロン記念日
- Lead
- May'n
- SAKURA
- 東方神起
- テレサテン
- ともさかりえ
- KiKi
- TOUCH
- PASTEL CALLA
- CHEMISTRY
- HOWIE D
- 杏里
- アフィリアサーガ
- ISLAND BAG

## TV CM音楽
- グンゼ
  - BODY WILD
- 関西電力
  - 街の灯り篇
- 小野薬品
- i Robot ルンバ
  - 雪のステージ篇